# Dystrykt Badin
Dystrykt Badin (urdu: ضلع بدین) – dystrykt w południowym Pakistanie w prowincji Sindh. W 1998 roku liczył 1 136 044 mieszkańców (z czego 52,6% stanowili mężczyźni) i obejmował 211 354 gospodarstw domowych. Siedzibą administracyjną dystryktu jest Badin.